# Grimaldo I de Baviera
Grimaldo I de Baviera, llamado también Grimwaldo (...-725), fue duque de Baviera de la Dinastía Agilolfinga desde el 715 hasta su muerte, en un principio con menores atribuciones que su padre Teodón II de Baviera y el ducado dividido entre sus hermanos Teodeberto, Teobaldo y Tasilón, para luego unificarlo bajo su mando. Fue el menor de los hijos de Teodón II de Baviera y tío de Swanahilda de Baviera, segunda esposa de Carlos Martel.
Primero fue nombrado corregente junto a sus hermanos Teodeberto, Teobaldo y Tasilón, pero tras la muerte de sus hermanos alrededor del año 719 se convierte en el único duque con todas las atribuciones que poseía su padre.
En un inicio, tras la muerte de Teodón II, el ducado cae en una guerra de sucesión de la que Grimaldo es excluido. No se sabe a ciencia cierta si la división entre ellos era territorial o de corregencia, pero parece probable que la capital de Grimado fuese Frisinga como sale descrito en la Vita Corbiniani.
Fue Grimaldo quien propuso a  Corbiniano de Frisinga visitar Baviera el año 724 para evangelizar los territorios.
Grimaldo se casó con la viuda de su hermano, Biltrudiz (o Piltrudiz), a causa de la ley canónica esto era considerado un incesto. San Corbiniano rápidamente denunció el escándalo y la ira del duque no se hizo esperar, provocando la huida del santo. Al año siguiente, en 725, Carlos Martel marchó hacia Baviera para liberar a Biltrudiz y a Swanahilde, matando a Grimaldo en batalla.
| Predecesor: Teodón II | Duque de Baviera 715-725 | Sucesor: Huberto |